# Salvatierra de Santiago
Salvatierra de Santiago ist ein südwestspanisches Dorf und eine Gemeinde (municipio) mit 248 Einwohnern (Stand: 2024) in der Provinz Cáceres (Extremadura). 

## Lage und Klima
Salvatierra de Santiago liegt im Süden der Provinz Cáceres in einer Höhe von etwa 440 m. Die Entfernung zur Hauptstadt Cáceres beträgt 48 km (Fahrtstrecke) in nordwestlicher Richtung. 
Das Klima ist meist warm und trocken; der Regen (ca. 485 mm/Jahr) fällt hauptsächlich im Winterhalbjahr.

## Bevölkerungsentwicklung
| Jahr      | 1970 | 1981 | 1991 | 2001 | 2011 | 2021 |
| Einwohner | 872  | 569  | 475  | 429  | 310  | 282  |

## Sehenswürdigkeiten

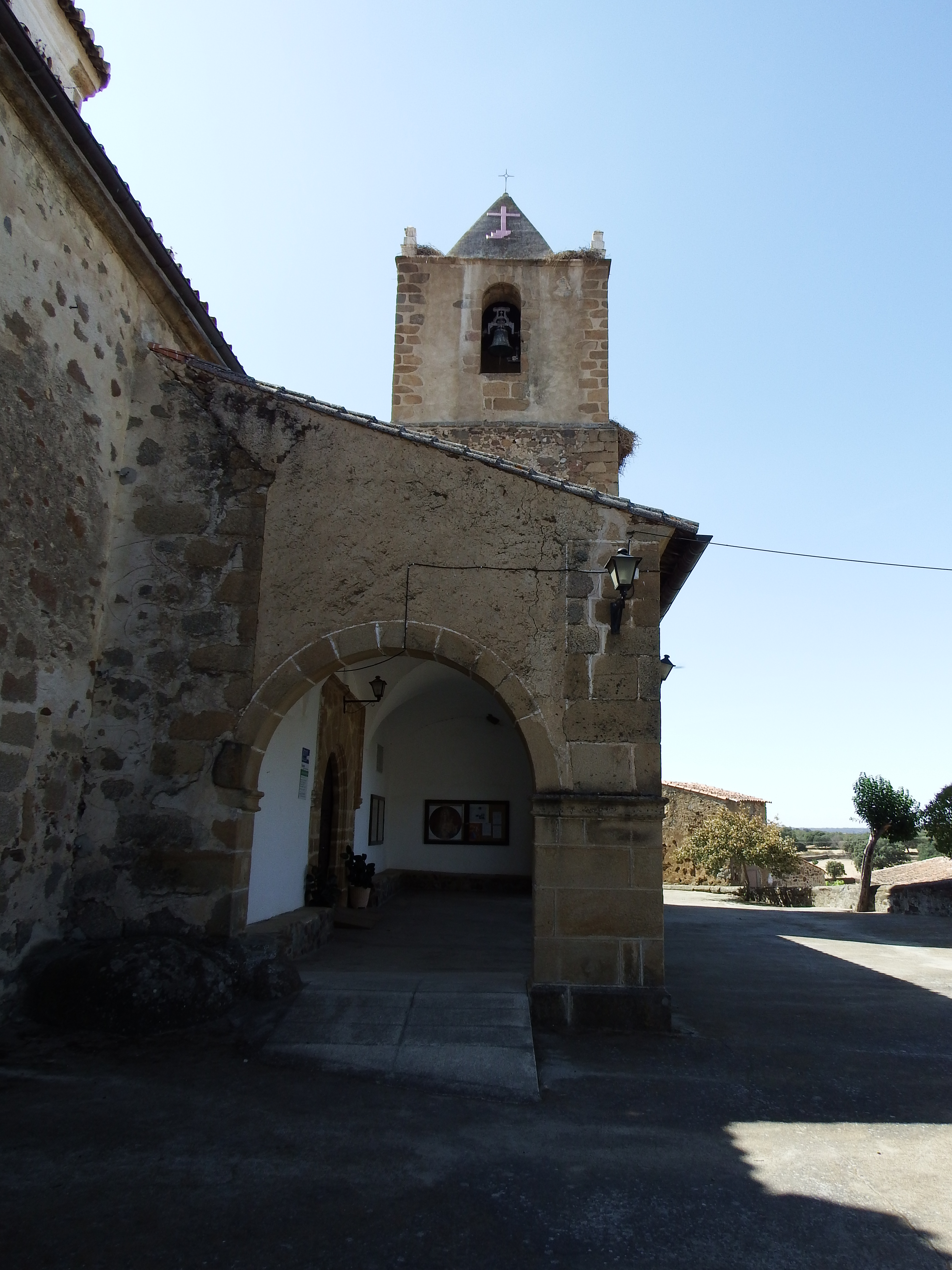
Jakobuskirche
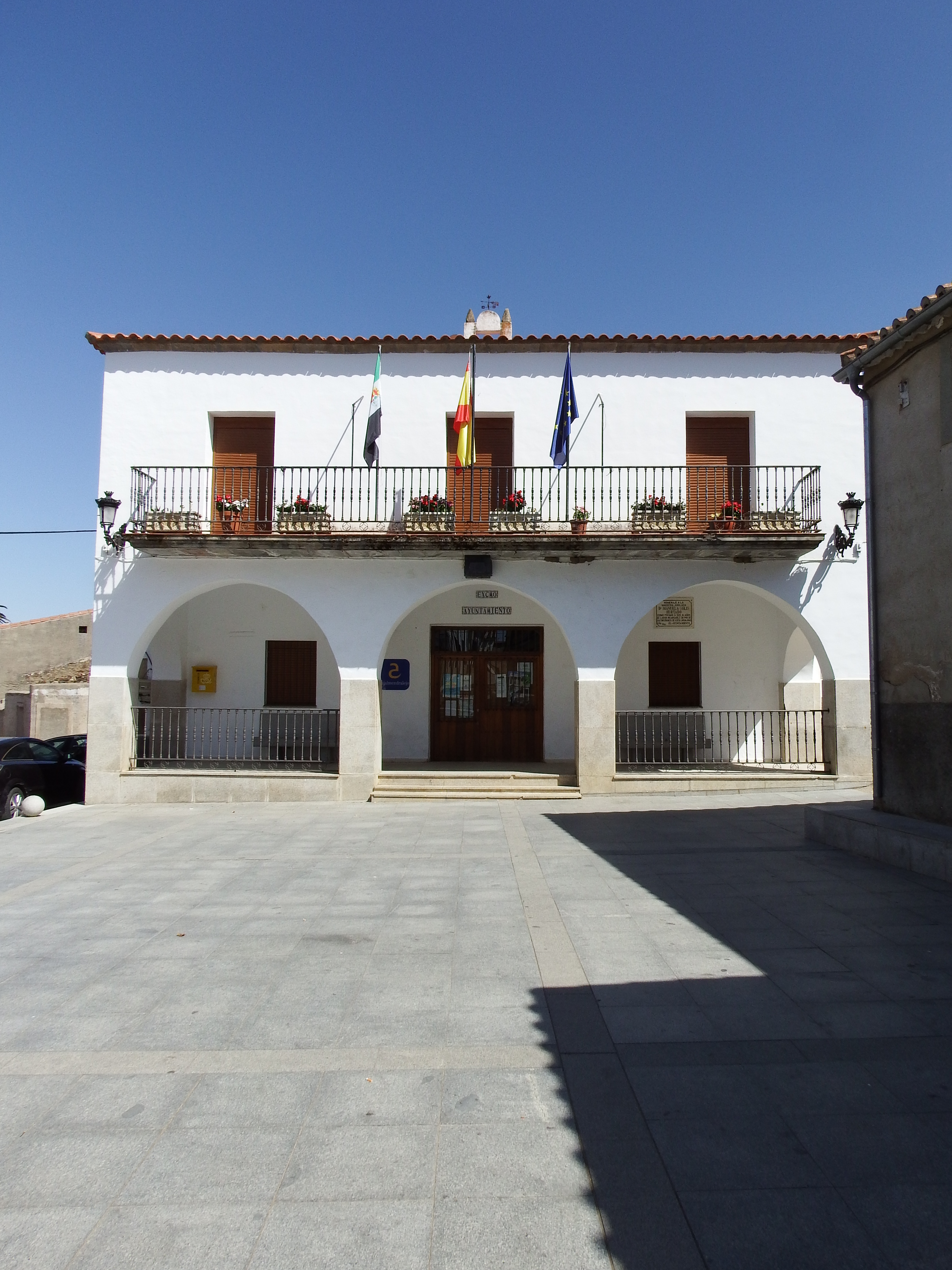
Rathaus

- Jakobuskirche
- Rathaus